# Hard (együttes)
A Hard (stilizálva: H.A.R.D.) egy 2004-ben alakult magyar hard rock együttes. Tagjai: Mirkovics Gábor, Kalapács József, Szebényi Dániel, Borbély Zsolt és Vámos Zsolt. Volt tagok: Makovics Dénes, Váry Zoltán, Donászy Tibor, Csillik Zsolt, Bátky-Valentin Zoltán, Gyöngyösi Gábor, Hornyák Balázs és Béres Ferenc.
2009-ben egy svéd zenész, Björn Lodin került a csapathoz.
A zenekar supergroup-nak számít, hiszen több különböző együttesből jöttek át a tagok ide, pl.: Kalapács, Pokolgép, Fix, Sing Sing, Jack Daniels.
2004-ben alakultak meg Budapesten. Kalapács József alapította meg a zenekart, de hamar kilépett belőle. Mirkovics Gábor volt a másik alapító tag. Az együttes eddig hat nagylemezt és egy középlemezt jelentetett meg. 
2009-ben felfüggesztették működésüket, és a továbbiakban angol nyelven zenéltek, ezért csatlakozott hozzájuk Björn Lodin. Végül a Hard nevet meghagyták az angolul éneklő formációnak, a magyarul éneklő zenekar pedig a Kard nevet kapta.

## Diszkográfia
Stúdióalbumok
- Égi jel (2005)
- 100% Hard (2007)
- Traveler (2008)
- Time is Waiting for No One (2010)
- Even Keel (2011)
- Szívemen a dal (Kard) (2013)

Egyéb kiadványok
- Égni kell (EP, 2005)

## Tagok
Mirkovics Gábor (zenekarvezető, basszusgitár) (2004-) (minden Hard és Kard lemez)
Kalapács József (ének) (2004-2009, 2012-) Égi jel (2005), Égni kell (EP, 2005), 100% Hard (2007), Szívemen a dal (Kard) (2013)
Björn Lodin (ének) (2009-2013) Time is Waiting for No One (2010), Even Keel (2011)
Bátky-Valentin Zoltán (ének) Traveler (2008), vokálok a 100% Hard (2007)
Csillik Zsolt (gitár) (2004-2010) Égi jel (2005), Égni kell (EP, 2005), 100% Hard (2007), Traveler (2008), Time is Waiting for No One (2010)
Vámos Zsolt (gitár) (2010-2013) Even Keel (2011), Szívemen a dal (Kard) (2013)
Béres Ferenc (billentyűk) (2004-2005, 2005-2007) Égi jel (2005), 100% Hard (2007), közreműködő Traveler (2008)
Makovics Dénes (billentyűk) (2004-2005) Égni kell (EP, 2005)
Gyöngyösi Gábor (billentyűk) (2007-2009) Traveler (2008)
Szebényi Dániel (billentyűk) (2013-) Szívemen a dal (Kard) (2013)
Váry Zoltán (dobok) (2004-2007) Égi jel (2005), Égni kell (EP, 2005), 100% Hard (2007), közreműködő Traveler (2008)
Donászy Tibor (Dobok) (2007-2009) Traveler (2008)
Hornyák Balázs (dobok) (2009-2010) Time is Waiting for No One (2010)
Borbély Zsolt (dobok) (2010-) Even Keel (2011), Szívemen a dal (Kard) (2013)
Janovszki Zsolt (vokál) közreműködő Traveler (2008)
Thomas Larsson (vendég gitár) közreműködő Time Is Waiting For No One (2010)